# Stazione di Brisbane Centrale
La stazione di Brisbane Centrale (in inglese Brisbane Central railway station) è la principale stazione ferroviaria di Brisbane in Australia.

## Storia

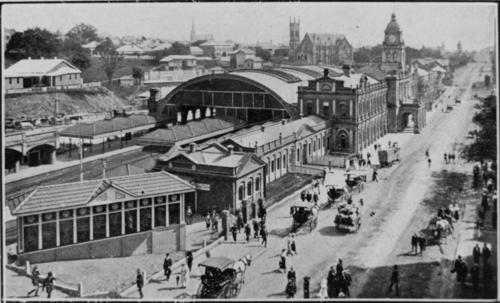
Veduta della stazione nel 1911

Quando venne inaugurata il 18 agosto 1899, la stazione era il capolinea della linea, che era stata estesa dalla stazione ferroviaria di Roma Street. All'epoca, il primo edificio della stazione centrale era una struttura in legno e lamiera ondulata. Nel 1891 fu aperto il tunnel per la stazione di Brunswick Street (oggi Fortitude Valley), permettendo ai treni di viaggiare direttamente da Brisbane Centrale verso le destinazioni settentrionali.
Nel 1899 fu costruita e inaugurata una nuova ed elegante stazione, avente una grande copertura in lamiera ondulata sopra le banchine e un portico su Ann Street. Nel 1901 fu realizzato un nuovo ingresso con la sua caratteristica fila di orologi, utilizzando arenaria proveniente da cave vicine. Nel 1904, Brisbane Centrale era l'unica stazione in Australia a disporre di un sistema elettropneumatico per il cambio degli scambi e dei segnali.
Nel 1954, Ann Street fu ampliata per la costruzione di edifici governativi, il che rese necessaria la demolizione del portico. Nel 1966, il tetto a volta che ricopriva tutte le banchine fu rimosso e sostituito da pensiline sopra ogni banchina.
Tra il 1968 e il 1970, la stazione fu ristrutturata con la costruzione di torri per uffici sopra le banchine dal lato di Edward Street, comportando la demolizione dell'ingresso del 1901 e la costruzione di una moderna galleria pedonale commerciale dietro i vecchi edifici della stazione. Ulteriori lavori di riqualificazione portarono alla costruzione delle Sheraton Hotel Towers (oggi Sofitel Brisbane) nel 1984 sopra le restanti banchine.
Come parte della quadruplicazione della linea dalla stazione di Roma Street a Bowen Hills, i binari 5 e 6 furono inaugurati l'11 giugno 1996.
All'inizio del 2017 ebbe inizio un importante intervento di ammodernamento della stazione.

## Descrizione
La stazione si trova a nord del CBD della città.